# Еберманнштадт
Еберманнштадт (нім. Ebermannstadt) — місто в Німеччині, розташоване в землі Баварія. Підпорядковується адміністративному округу Верхня Франконія. Входить до складу району Форхгайм. Центр об'єднання громад Еберманнштадт.
Площа — 49,97 км2. Населення становить 6951 ос. (станом на 31 грудня 2020).

## Галерея

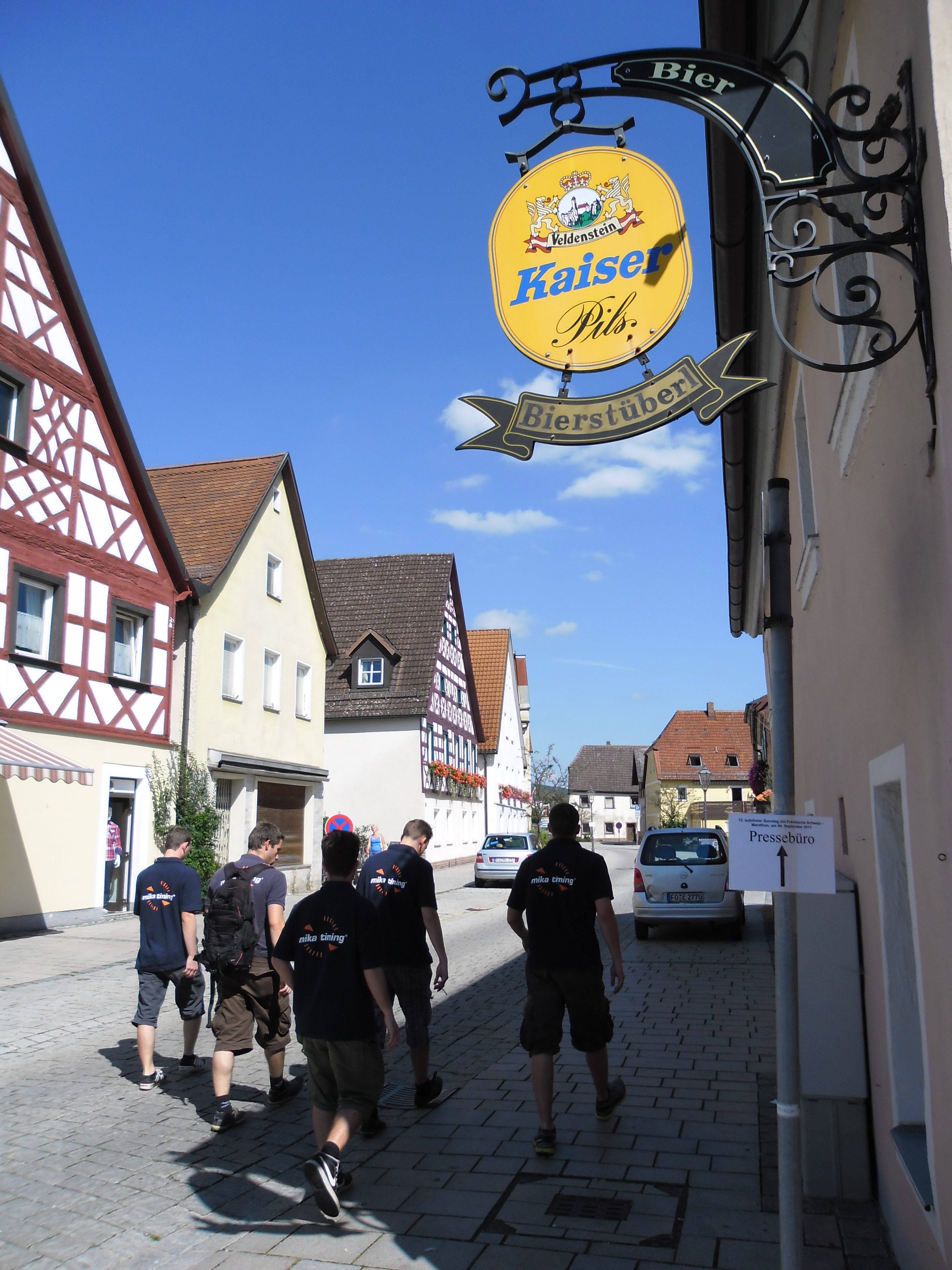
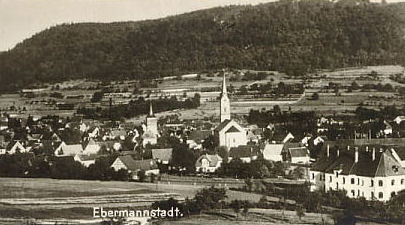
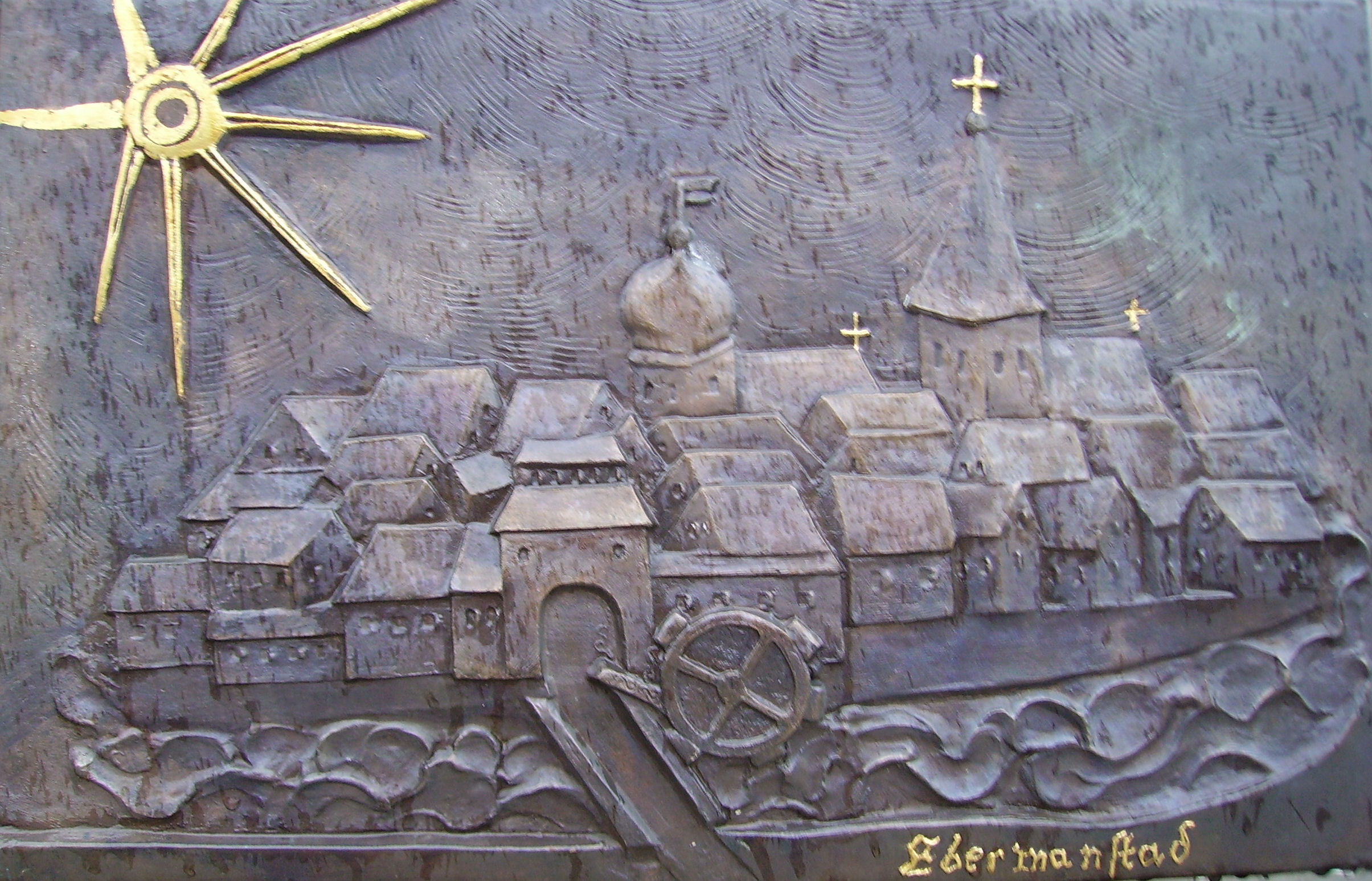
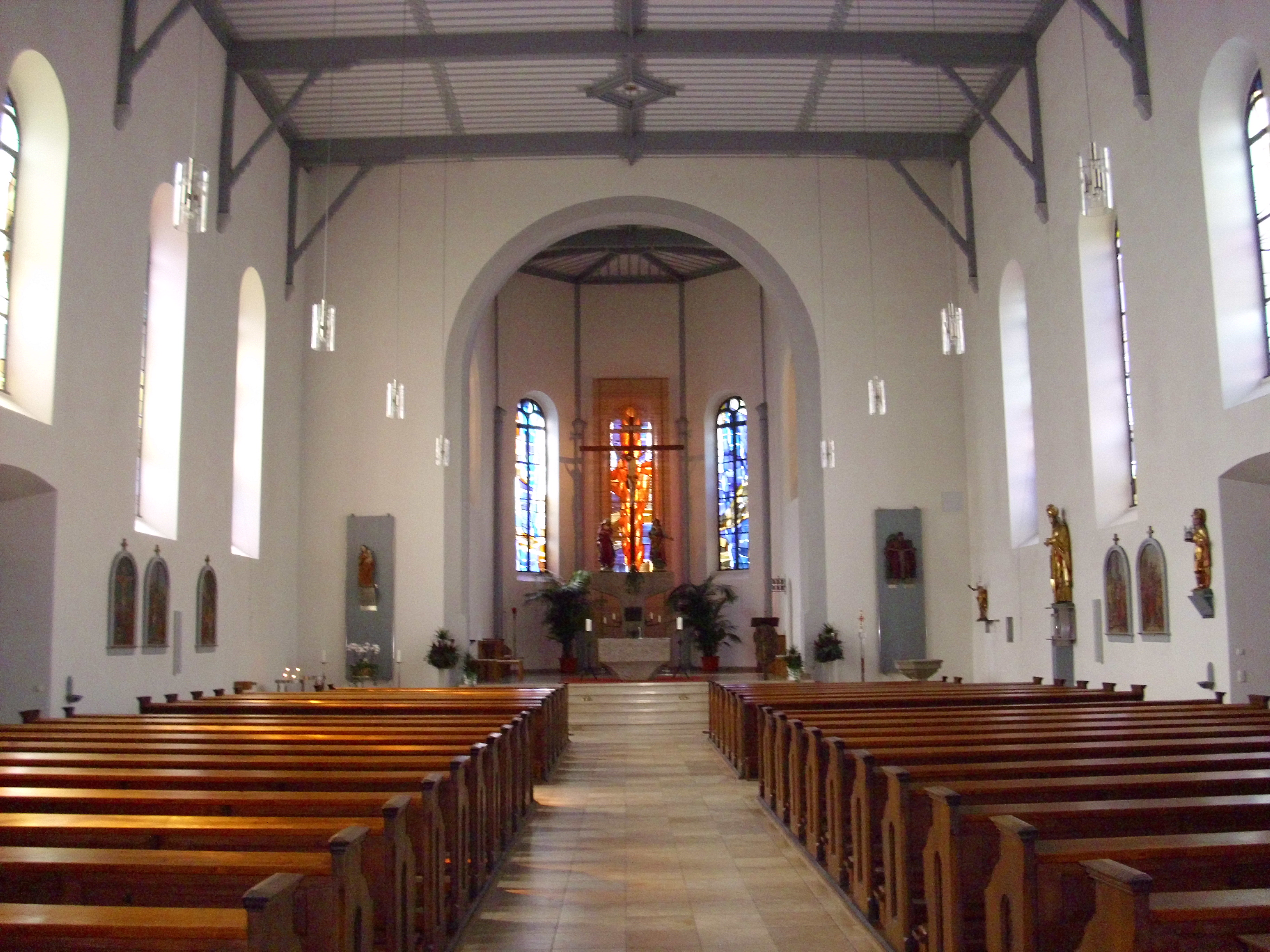
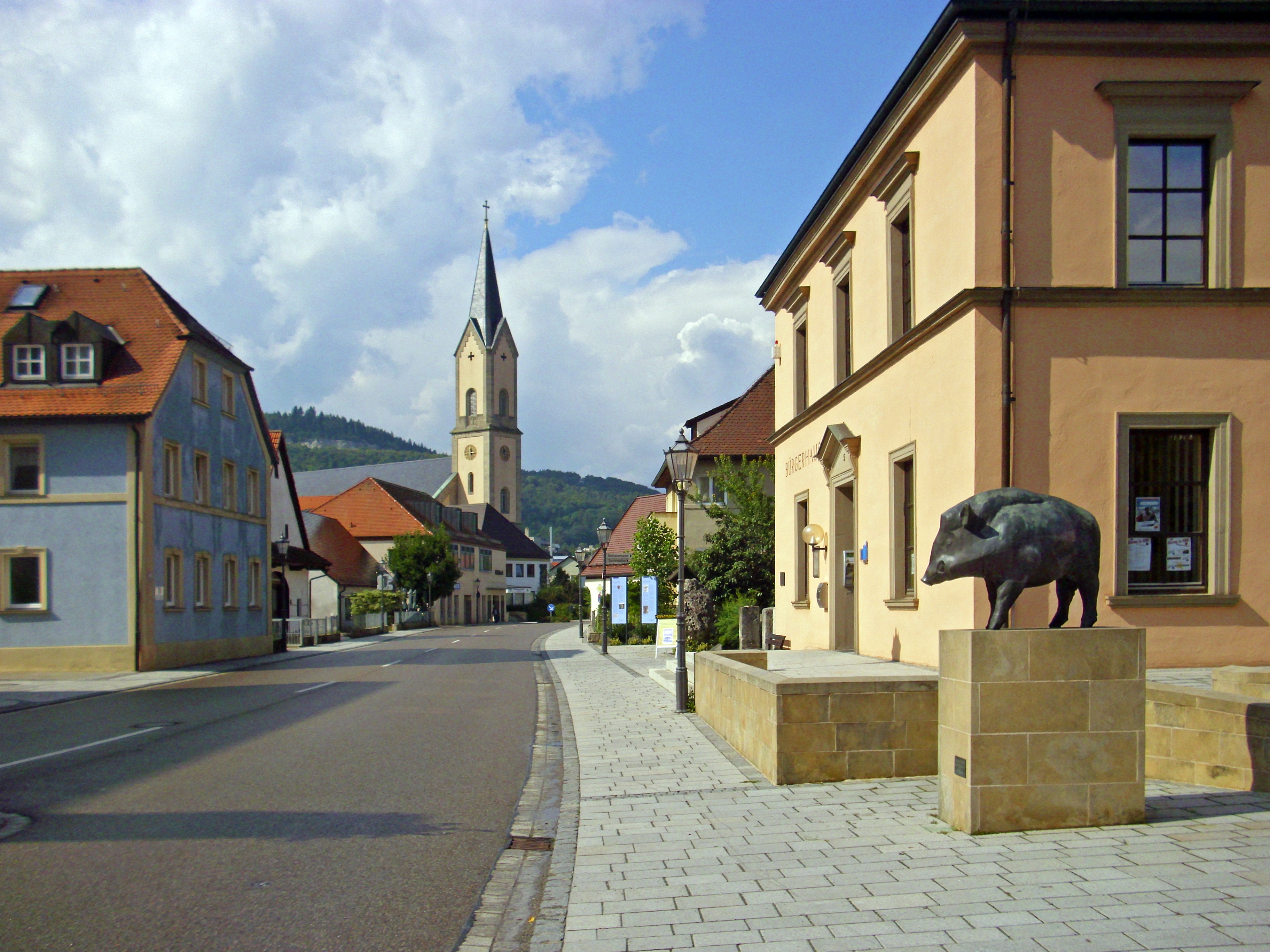
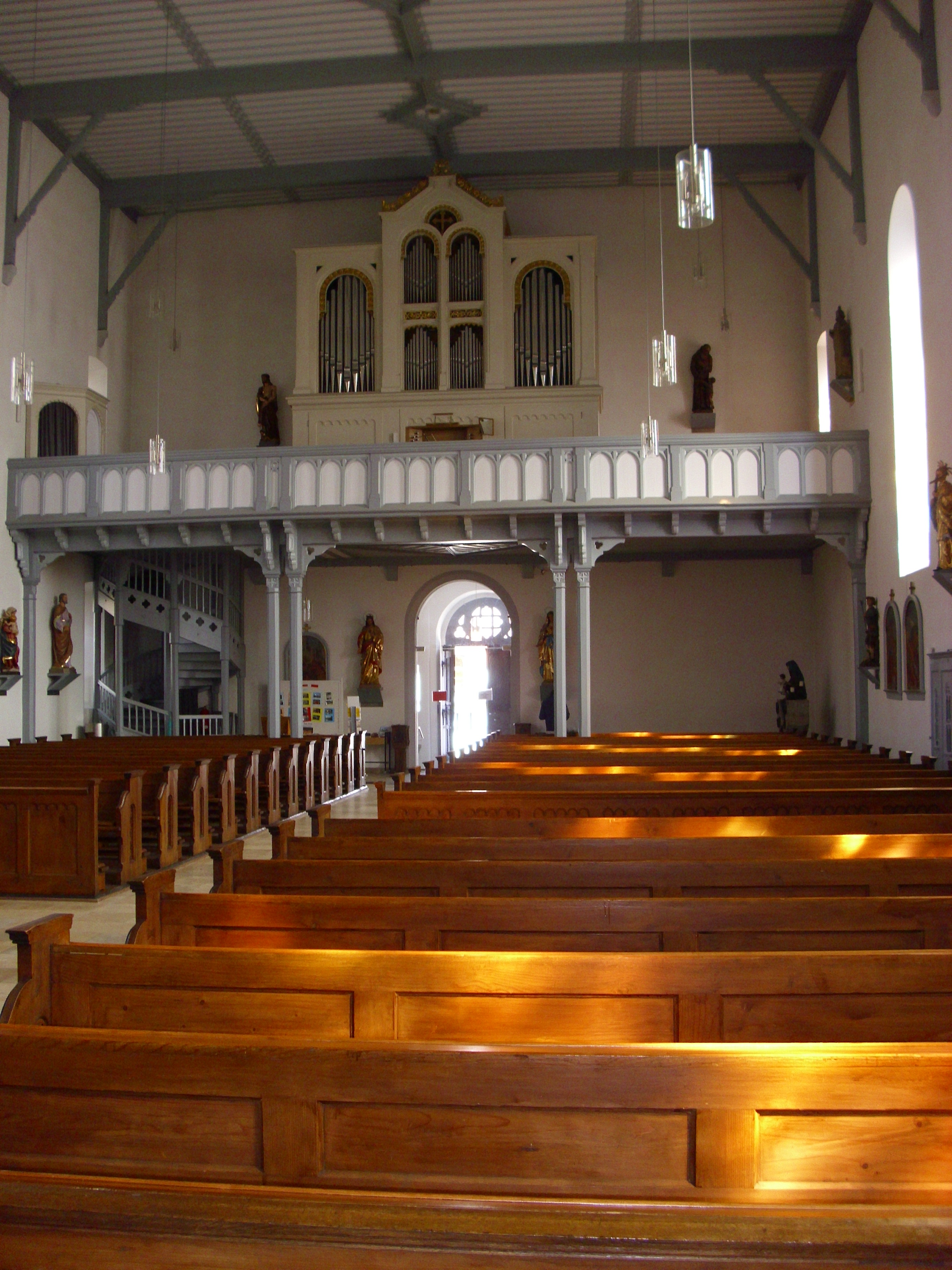

## Географії

### Адміністративний поділ
Місто  складається з 15 районів:
- Брайтенбах
- Еберманнштадт
- Гассельдорф
- Нідермірсберг
- Рюссенбах
- Нойзес-Покссталь
- Вольмутсгюль
- Буккенройт
- Моггаст
- Волькенштайн
- Тосмюле
- Бурггайлленройт
- Віндішгайлленройт
- Ешліпп
- Канндорф